# Зубріхін Олександр Валерійович
Олександр Зубрихін (28 жовтня 1974) — український боксер-любитель, чемпіон України (2000), бронзовий призер чемпіонату Європи 2000 року, учасник Олімпійських ігор 2000 у середній ваговій категорії. 
Займався у Стрийській дитячо-юнацькій спортивній школі.

### Виступ на Олімпіаді
- В 1/8 переміг Мохамеда Месбахі (Марокко) — 9-5
- В 1/4 програв Жолту Ердеї (Угорщина) — 9-14